# Ralph Morgan
Ralph Morgan, właśc. Raphael Kuhner Wuppermann (ur. 6 lipca 1883 w Nowym Jorku, zm. 11 czerwca 1956 tamże) – amerykański aktor teatralny i filmowy, działacz związkowy. Był bratem aktora Franka Morgana.
8 lutego 1960 otrzymał gwiazdę w Alei Gwiazd w Los Angeles znajdującą się przy Vine Street 1617.

## Życiorys
Urodził się w zamożnej rodzinie jako jedno z dziewięciorga dzieci Josephine Wright Hancox Wuppermann i George’a Diogracii Wuppermanna. Uczęszczał do Trinity School w Upper West Side na Manhattanie i Akademii Wojskowej. Ukończył studia prawnicze na New York University Law School, jednak po półtora roku praktyki porzucił zawód na rzecz aktorstwa.
W latach 1909–1952 występował na Broadwayu.
Był jednym z założycieli związku zawodowego Screen Actors Guild, dwukrotnie jego prezesem.
Zmarł 11 czerwca 1956 w wieku 72 lat z powodu choroby płuc.

## Filmografia
- 1916: Madame X jako Raymond Floriot
- 1932: Ostatnia cesarzowa jako car Mikołaj II
- 1934: She Was a Lady jako Stanley Vane
- 1937: Życie Emila Zoli jako dowódca Paryża
- 1937: Mocni ludzie jako Nicholas Pryor
- 1938: Army Girl jako major Hal Kennett
- 1938: Out West with the Hardys jako Bill Northcote
- 1942: Night Monster jako Kurt Ingston
- 1943: Stage Door Canteen – w roli samego siebie
- 1943: Jack London jako George Brett
- 1944: Weird Woman jako Millard Sawtelle